# Valréas
Pour le vin, voir valréas (AOC).
Ne pas confondre avec Valras.
Valréas (prononcé : [valʁeas]) est une commune française, située dans le département du Vaucluse, en région Provence-Alpes-Côte d'Azur. Ses habitants, au nombre de 9 346 en 2021, sont appelés les Valréassiens.

## Géographie
Avec les trois autres communes du canton (Grillon, Richerenches et Visan), Valréas constitue une enclave du département de Vaucluse dans celui de la Drôme et de la région Provence-Alpes-Côte d'Azur dans la région Auvergne-Rhône-Alpes. L'ensemble des quatre communes porte le nom d'enclave des papes.

### Localisation
Valréas est située à 15 km à l'ouest de Nyons, 34 km au nord-est d'Orange, 37 km au sud-est de Montélimar, 45 km au nord de Carpentras et 66 km au nord-est d'Avignon.

### Accès et transports
Depuis le 2 juillet 2024, une navette électrique parcourt les rues de Valréas pour faciliter l’accès à notre centre-ville pour les habitants des zones périphériques 
Gratuite, elle est en service du mardi au samedi, de 9h à 13h et de 15h à 18h.
Une ligne unique comprend 9 arrêts : Gare routière / 12 cours Charles de Gaulle / Parking Place de la mairie / Parking Hôpital / Jardin Pied Vaurias / Les Coustouyes / Avenue Meynard / chemin des Estimeurs Est (sortie piétonne lotissement Fanfinette le bas) / chemin des Estimeurs Est (sortie lotissement Le Jardin des clés) / Aire de Camping-car / 7 route de Nyons / Place Cardinal Maury (cinéma) / Retour Gare routière
La commune est accessible uniquement par voie routière. Les routes principales mènent à Nyons, Montélimar et Orange. 
Valréas est desservie par le réseau d'autocars départemental qui dessert également de multiples communes alentour. Elle est aussi reliée à Montélimar par des bus du service TER de la SNCF, en correspondance avec les TGV. La ville fut pourtant desservie durant 60 ans, par une ligne de chemin de fer, la ligne de Pierrelatte à Nyons, fermée depuis 1951. Une ligne régulière de bus relie Montélimar, dans la Drôme à Valréas et Nyons avec trois à quatre aller-retours quotidiens (Bus départementaux, ligne X71, TER Auvergne-Rhône-Alpes par autocar).
Cars Region Auvergne-Rhône-Alpes
- Ligne X71/D36 : Nyons-Le Pègue ou Valréas-Grignan-Montélimar[1]
- Ligne 45 : Nyons-Valréas-Grignan-Saint-Paul-Trois-Châteaux-Pierrelatte[2]
- Ligne 36 Valréas Dieulefit Montélimar[3]

ZOU! Region SUD
- Ligne 985 Valréas-Nyons-Vaison la Romaine-Carpentras-Avignon PEM-Avignon TGV
- Ligne 903 Valréas-Orange[4]

L'aérodrome de Valréas - Visan est situé à 8 km au sud-ouest.

### Relief
Commune située dans les Baronnies à une altitude moyenne de 245 mètres, la vieille ville est située sur une petite colline qui borde la Coronne. La majeure partie du territoire est occupée par une plaine alluvionnaire fertile, qui s'étend d'est en ouest, parsemée par quelques collines sédimentaires. Ces dernières s'élèvent généralement d'une cinquantaine de mètres au maximum au-dessus de la plaine environnante.
On note un relief plus accidenté et boisé sur la partie sud, sud-est de la commune, aux alentours de la côte de Vinsobres avec une altitude maximale qui atteint les 532 mètres au lieu-dit Mourre de Broche.

### Hydrographie et les eaux souterraines
Le territoire fait partie du bassin versant du Lez, puisqu'un de ces affluents, la Coronne, traverse la commune.
On compte en plus quelques ruisseaux, parfois saisonniers, tous affluents de la Coronne : le ruisseau du Merdari, le Grand Vallat, au nord le Rieussec, au sud-ouest le Talobre et un lac (privé) au nord-est.
Cours d'eau sur la commune ou à son aval :
- rivière le Lez ;
- rivière la Coronne ;
- ravins de Rialle, de Croupis, de la Coquette, de Saint-Pierre, de Pinet, de la Boissière, des Saffres, de la font du loup, de Barri, du Saule, du Verdon ;
- ruisseaux du Pègue, le Merdari, le Rieussec, le Grand Vallat, la Courbellière, le Talobre, l'Hérin, Petit Talobre ;
- la raille de Saint-Vincent ;
- Vallat des bruyères.

Les risques d'inondations sont présents dans certains quartiers (N.b : le Mistral) qui peuvent être exposés en cas de crues exceptionnelles.
La communauté de communes de l'Enclave des Papes a dans ses compétences la gestion de l'hydraulique, c'est-à-dire des ouvrages hydrauliques, cours d'eau, etc.

### Communes limitrophes

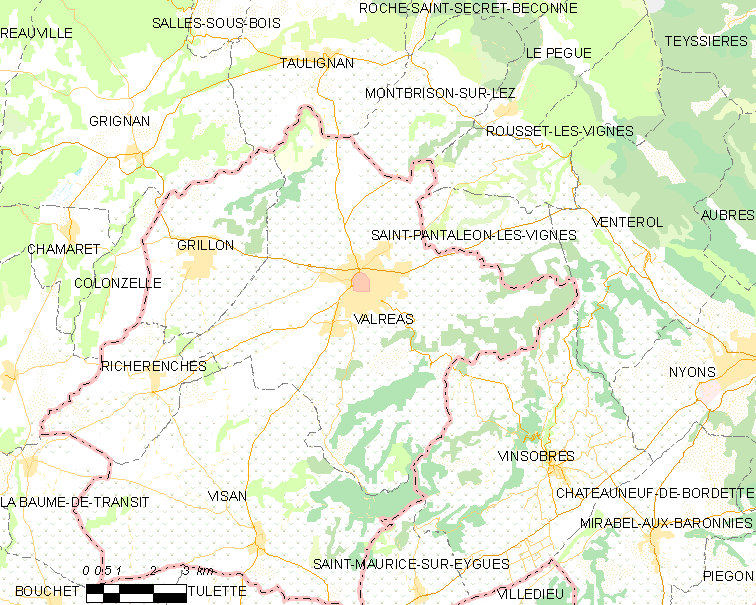
Carte de Valréas.

### Climat
Pour des articles plus généraux, voir Climat de Provence-Alpes-Côte d'Azur et Climat de Vaucluse.
En 2010, le climat de la commune est de type climat méditerranéen altéré, selon une étude du Centre national de la recherche scientifique s'appuyant sur une série de données couvrant la période 1971-2000. En 2020, Météo-France publie une typologie des climats de la France métropolitaine dans laquelle la commune est dans une zone de transition entre le climat de montagne et le climat méditerranéen et est dans la région climatique  Provence, Languedoc-Roussillon, caractérisée par une pluviométrie faible en été, un très bon ensoleillement (2 600 h/an), un été chaud (21,5 °C), un air très sec en été, sec en toutes saisons, des vents forts (fréquence de 40 à 50 % de vents > 5 m/s) et peu de brouillards. 
Pour la période 1971-2000, la température annuelle moyenne est de 13,2 °C, avec une amplitude thermique annuelle de 17,5 °C. Le cumul annuel moyen de précipitations est de 822 mm, avec 6,7 jours de précipitations en janvier et 3,5 jours en juillet. Pour la période 1991-2020, la température moyenne annuelle observée sur la station météorologique de Météo-France la plus proche, « Taulignan », sur la commune de Taulignan à 7 km à vol d'oiseau, est de 14,0 °C et le cumul annuel moyen de précipitations est de 842,4 mm. 
La température maximale relevée sur cette station est de 41,5 °C, atteinte le 6 août 2003 ; la température minimale est de −11,4 °C, atteinte le 5 février 2012,,. 
| Mois                                  | jan.          | fév.           | mars            | avril           | mai           | juin          | jui.          | août           | sep.           | oct.          | nov.          | déc.          | année      |
| ------------------------------------- | ------------- | -------------- | --------------- | --------------- | ------------- | ------------- | ------------- | -------------- | -------------- | ------------- | ------------- | ------------- | ---------- |
| Température minimale moyenne (°C)     | 1,9           | 2              | 4,5             | 6,9             | 10,6          | 14,2          | 16,4          | 16,3           | 13             | 9,9           | 5,5           | 2,6           | 8,7        |
| Température moyenne (°C)              | 5,8           | 6,5            | 9,8             | 12,6            | 16,6          | 20,8          | 23,3          | 23             | 18,7           | 14,8          | 9,6           | 6,4           | 14         |
| Température maximale moyenne (°C)     | 9,7           | 10,9           | 15              | 18,3            | 22,7          | 27,5          | 30,3          | 29,6           | 24,5           | 19,7          | 13,6          | 10,3          | 19,3       |
| Record de froid (°C) date du record   | −6,9 26.01.00 | −11,4 05.02.12 | −9 02.03.05     | −1,8 14.04.1998 | 2,4 01.05.17  | 7,3 15.06.08  | 8,9 11.07.07  | 7,7 30.08.1998 | 4,8 30.09.1995 | −1 26.10.03   | −5,3 27.11.10 | −8,2 20.12.09 | −11,4 2012 |
| Record de chaleur (°C) date du record | 21,7 10.01.15 | 23,6 23.02.20  | 26,9 18.03.1997 | 29,5 24.04.07   | 32,5 31.05.01 | 39,2 28.06.19 | 39,2 22.07.19 | 41,5 06.08.03  | 35,5 16.09.19  | 29,3 03.10.11 | 23 06.11.15   | 19,3 16.12.15 | 41,5 2003  |
| Précipitations (mm)                   | 67            | 46,1           | 47,8            | 75,6            | 74,2          | 46,3          | 47,2          | 62,6           | 96,9           | 103,4         | 115,9         | 59,4          | 842,4      |

| Diagramme climatique                                  |           |           |             |              |              |              |              |            |              |              |             |
| J                                                     | F         | M         | A           | M            | J            | J            | A            | S          | O            | N            | D           |
| 9,71,967                                              | 10,9246,1 | 154,547,8 | 18,36,975,6 | 22,710,674,2 | 27,514,246,3 | 30,316,447,2 | 29,616,362,6 | 24,51396,9 | 19,79,9103,4 | 13,65,5115,9 | 10,32,659,4 |
| Moyennes : • Temp. maxi et mini °C • Précipitation mm |           |           |             |              |              |              |              |            |              |              |             |

Les paramètres climatiques de la commune ont été estimés pour le milieu du siècle (2041-2070) selon différents scénarios d'émission de gaz à effet de serre à partir des nouvelles projections climatiques de référence DRIAS-2020. Ils sont consultables sur un site dédié publié par Météo-France en novembre 2022.

## Toponymie
Le nom de la localité est attesté sous les formes Valleriaz en 1110; Valrias au XVIIIe siècle (Vauriàs en graphie occitane classique ou Vaurias en norme mistralienne ou provençal), francisé par la suite en Vaulréas ou Vauréas pour prendre son appellation actuelle au XIXe siècle.
Il s'agit d'une formation toponymique latine ou romane en -acium, suffixe latin qui a régulièrement abouti à la terminaison -as propre au midi. Il est précédé du nom de personne latin Valerius. Une autre explication est possible selon une évolution phonétique complexe à partir du nom de personne Valerianus pris absolument, d'où un *Valerianos devenu *Val(e)ria(n)s, écrit Valréas.

## Histoire

### Préhistoire et Antiquité
Quelques fragments de sculpture et quelques tombes font penser qu'une activité humaine, peut-être gallo-romaine, aurait eu lieu. L'origine de Valréas remonterait au début de l'empire de Charlemagne vers le IXe siècle, ou un certain Valère dut installer son domaine sur les bords de la Coronne. 

### Moyen Âge
C'est la jonction de ce grand domaine, érigé sur la butte sur laquelle est construite la ville actuelle, avec un prieuré dédié à saint Vincent rattaché à l'abbaye de Cruas, qui donna naissance au premier bourg.
Au XIIIe siècle, les seigneurs de Ripert construisirent le château (Castrum Riperti) qui devint le fief des barons de Montauban-Mévouillon.
Le 27 mars 1247, mercredi de la semaine sainte, une petite chrétienne est trouvée morte à Valréas. Cela donne lieu à l'une des premières accusations de « crime rituel » contre les juifs. Des Juifs de Valréas sont immédiatement arrêtés, torturés et brûlés sur le bûcher. Par la suite, d'autres Juifs de la région sont, eux aussi, persécutés et il faut l'intervention du pape Innocent IV pour arrêter cette flambée d'antijudaïsme. En 1298, l'inquisiteur Guillaume de Saint-Marcel fait rédiger à Valréas des statuts principalement dirigés contre les prêteurs florentins, juifs et lombards et les vaudois,,. 
En 1317, le pape Jean XXII achète Valréas à Humbert de Montauban et la place sous l’autorité des États du Saint-Siège. Benoît XII fonde la Judicature du Haut-Comtat en 1334 et y rattache Valréas. Les papes souhaitant étendre leurs possessions vers le nord, ils rachètent d'autres villes (Visan, Bouchet, Rousset) et échangent Grillon contre leurs possessions à Montélimar. Cependant, jusqu'en 1658, ces territoires formeront une enclave du Comtat dans le Dauphiné, l'enclave des papes.
Entre 1349 et 1351, le noble Guillaume Molleti, juge de Forcalquier (1344), fut juge et viguier de Valréas, juge criminel et des causes majeures du Comtat Venaissin de 1351 à 1358.

### Renaissance et période classique
En 1562, la ville est prise et pillée par le baron des Adrets et ses défenseurs sont massacrés. Les troupes catholiques du comte de Suze vinrent à la rescousse de la ville. Les troubles religieux se poursuivirent pendant près d'un quart de siècle jusqu'en 1586 avec la pacification du duc d'Épernon.
À la Renaissance et au XVIIe siècle, de superbes hôtels particuliers ou remaniements d'édifices plus anciens ornent Valréas : hôtel d'Inguimbert, hôtel de Villeneuve (détruit), hôtel de Simiane...
En 1658, la communauté de Valréas, devant les innombrables tracasseries de la douane française, rachète au comte de Suze le passage de Barbaras (situé au sud-est de Bouchet, alors comprise dans l'enclave). Cependant, malgré les démarches auprès de la cour du roi et auprès de Rome, l'incorporation effective de ce passage dans le Comtat fut longtemps contrariée pour des raisons politiques, malgré la reconnaissance de l'achat par maitre Jacques André, notaire apostolique et royal.

### Période moderne
Possessions pontificales, Avignon et le Comtat Venaissin furent rattachés à la France le 14 septembre 1791. Le 28 mars 1792, ces territoires formèrent deux nouveaux districts, Avignon dans les Bouches-du-Rhône et Carpentras dans la Drôme.
Le 12 août 1793 fut créé le département de Vaucluse, constitué des districts d'Avignon et de Carpentras, mais aussi de ceux d'Apt et d'Orange, qui appartenaient aux Bouches-du-Rhône, ainsi que du canton de Sault, qui appartenait aux Basses-Alpes.
En 1800, il y eut modification des limites départementales, Suze-la-Rousse étant rattachée à la Drôme, ce qui eut pour conséquence l'enclavement du canton vauclusien de Valréas, devenu dès lors l'Enclave des Papes.

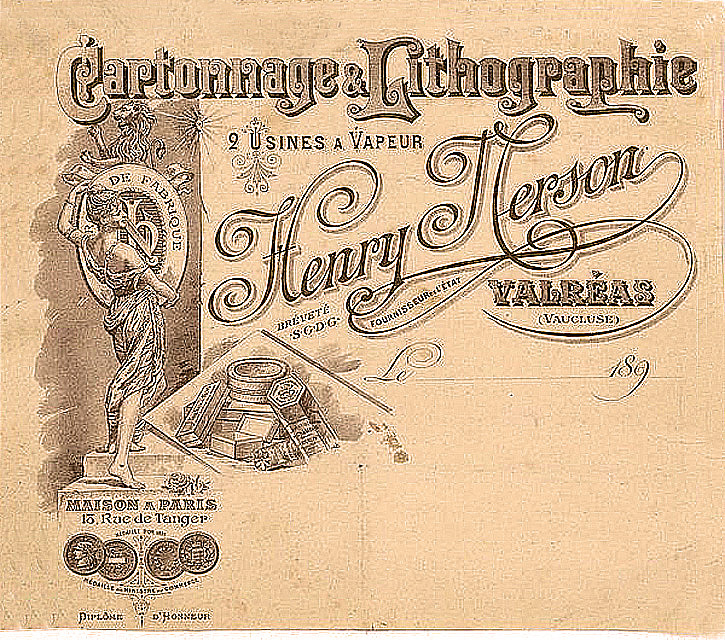
Usine de cartonnage Henry Merson.

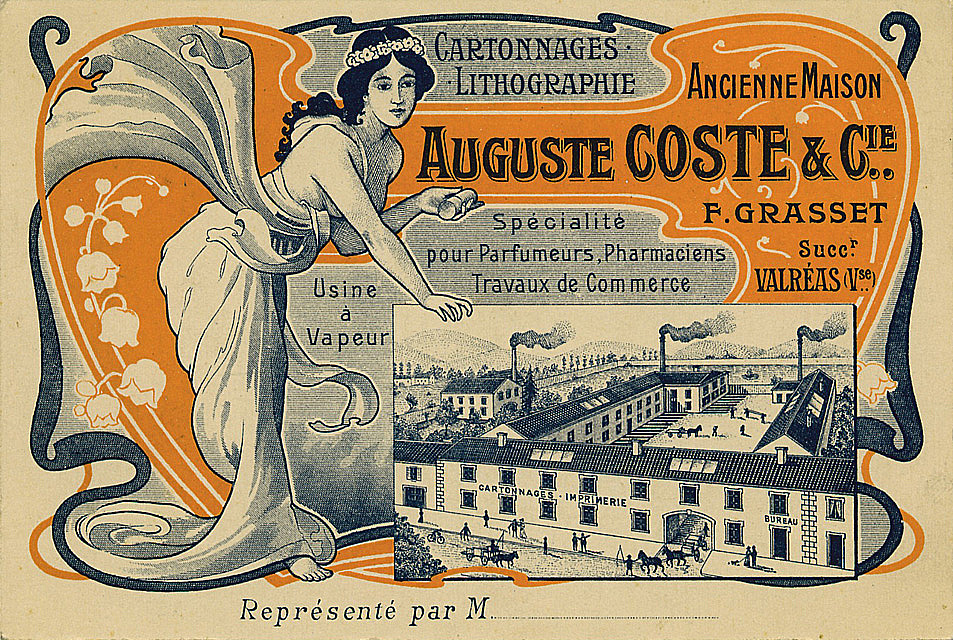
Cartonnage Ulysse Coste et Cie.

Vers 1840, Ferdinand Revoul crée le cartonnage à Valréas pour satisfaire la demande de Meynard, un sériciculteur valréassien.
Dieulefit et Valréas ne possédaient pas l'électricité en 1888. Pour faciliter l'artisanat et l'industrie locales (poterie et cartonnerie), ces deux villes décidèrent l'implantation d'une usine électrique. Ce fut le Lez, rivière coulant à cinq kilomètres de Dieulefit, qui fut choisi pour fournir la force hydraulique. En avril de cette année, la société Lombard-Gerin et Cie, de Lyon, fut chargée de l'éclairage des deux villes. Pour ce faire, elle acheta un ancien moulin à Béconne afin d'y implanter une usine. Par contrat, il était prévu 115 lampes d'éclairage à Dieulefit et 230 à Valréas. Ce qui fut fait le 25 décembre 1888.
L'usine de Béconne avait utilisé l'infrastructure du moulin dont le canal de dérivation qui drainait l'eau dans un réservoir de 13 000 m3, créant ainsi une chute d'une hauteur de 25 mètres. Ce qui permit d'actionner deux turbines d'une puissance de 45 kW qui tournaient à 180 tr/min. Elles étaient reliées à une ligne électrique, l'une pour Dieulefit, l'autre pour Valréas.
En 1897, la ligne de chemin de fer Nyons-Pierrelatte atteint la ville et Valréas en profite pour développer son industrie et devient ainsi la capitale mondiale du cartonnage.

### Période contemporaine

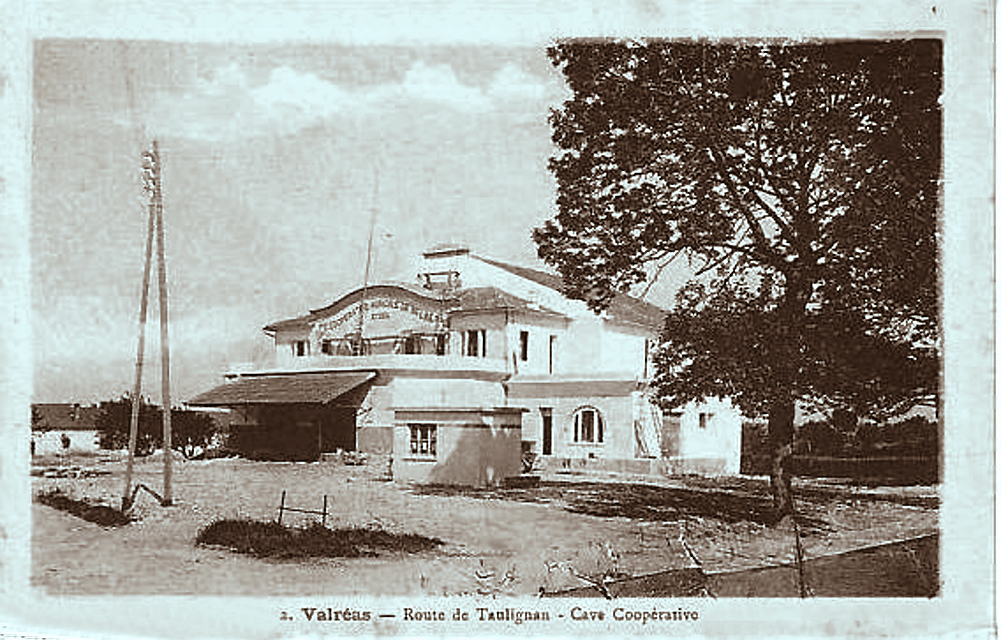
Cave coopérative des vignerons de Valréas.

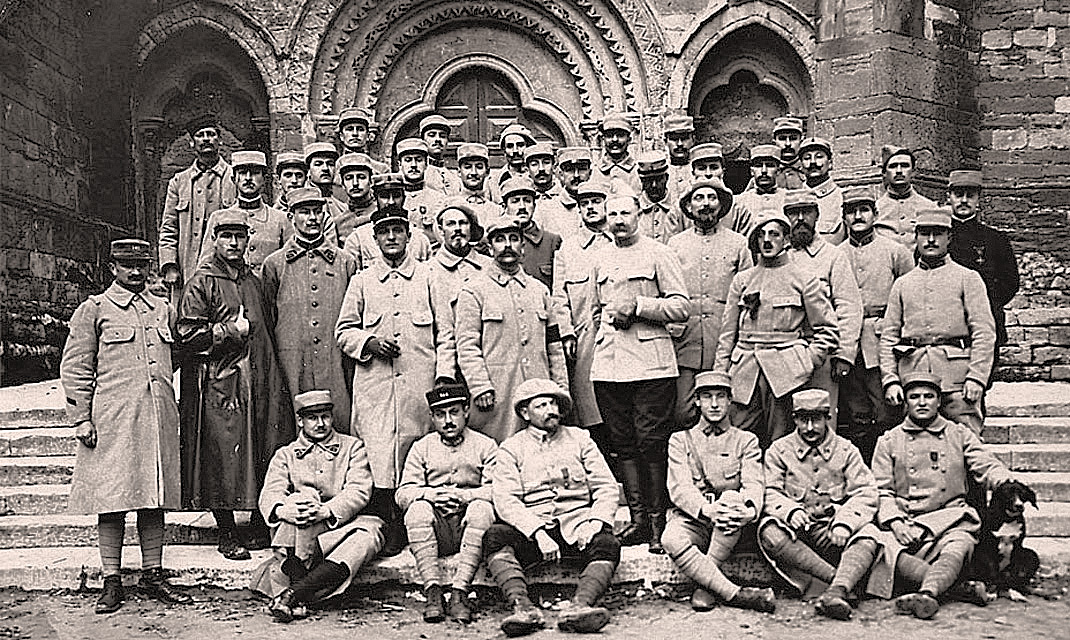
Le 5 avril 1916, la 5e section des élèves-officiers, composée d'artilleurs et de fantassins, posant devant Notre-Dame-de-Nazareth.

Durant la Première Guerre mondiale, au cours de l'année 1916, la ville reçut un centre d'instruction pour les élèves-officiers de différentes armes.
Durant la Seconde Guerre mondiale, le 12 juin 1944, 53 résistants sont exécutés (Mur des fusillés). Leurs corps seront emmenés dans la chapelle des Pénitents blancs.
L'hôpital de Valréas a été un lieu de sauvetage de Juifs durant la Seconde Guerre mondiale.
La commune a été décorée, le 11 novembre 1948, de la Croix de guerre 1939-1945.

### Héraldique
| Blason de Valréas | Les armes peuvent se blasonner ainsi : « D'azur aux deux clefs adossées d'argent, accompagnées en abîme d'un croissant du même. » Devise : salva re, claves regat deus (l'état étant sauf, que Dieu prenne les clefs) |

## Politique et administration

### Liste des maires
Valréas est le chef-lieu du canton de Valréas et fait partie de la communauté de communes Enclave des Papes-Pays de Grignan.

### Revenus de la population et fiscalité
| Taxe                                                | Part communale | Part intercommunale | Part départementale | Part régionale |
| --------------------------------------------------- | -------------- | ------------------- | ------------------- | -------------- |
| Taxe d'habitation (TH)                              | 9,87 %         | 0,00 %              | 7,55 %              | 0,00 %         |
| Taxe foncière sur les propriétés bâties (TFPB)      | 20,78 %        | 0,00 %              | 10,20 %             | 2,36 %         |
| Taxe foncière sur les propriétés non bâties (TFPNB) | 45,20 %        | 0,00 %              | 28,96 %             | 8,85 %         |
| Taxe professionnelle (TP)                           | 00,00 %        | 21,68 %             | 13,00 %             | 3,84 %         |

La part régionale de la taxe d'habitation n'est pas applicable.
La taxe professionnelle est remplacée en 2010 par la cotisation foncière des entreprises (CFE) portant sur la valeur locative des biens immobiliers et par la contribution sur la valeur ajoutée des entreprises (CVAE) (les deux formant la contribution économique territoriale (CET) qui est un impôt local instauré par la loi de finances pour 2010).
En 2010, le revenu fiscal médian par ménage était de 21 999 €, ce qui plaçait Valréas au 27 977e rang parmi les 31 525 communes de plus de 39 ménages en métropole.
En 2013, seulement 45,4 % des ménages sont imposables. En 2019, le taux de pauvreté s'affiche à 25,8 % dans la ville, contre 14,6 % pour la moyenne nationale, tandis qu'une partie du centre est classée quartier prioritaire.

### Budget et fiscalité 2016
En 2016, le budget de la commune était constitué ainsi :
- total des produits de fonctionnement : 10 027 000 €, soit 1 023 € par habitant ;
- total des charges de fonctionnement : 9 019 000 €, soit 920 € par habitant ;
- total des ressources d’investissement : 2 185 000 €, soit 223 € par habitant ;
- total des emplois d’investissement : 2 135 000 €, soit 218 € par habitant.
- endettement : 7 654 000 €, soit 781 € par habitant.

Avec les taux de fiscalité suivants :
- taxe d’habitation : 11,08 % ;
- taxe foncière sur les propriétés bâties : 23,34 % ;
- taxe foncière sur les propriétés non bâties : 50,74 % ;
- taxe additionnelle à la taxe foncière sur les propriétés non bâties : 0,00 % ;
- cotisation foncière des entreprises : 0,00 %.

Chiffres clés Revenus et pauvreté des ménages en 2014 : Médiane en 2014 du revenu disponible, par unité de consommation : 16 757 €.

### Jumelages
Valréas est jumelée avec trois villes :
- Saint-Paul  Québec,  Canada depuis 1986 ;

- Sachsenheim  Allemagne depuis 1994 ;

- Montignoso  Italie depuis 2010.

Le comité de jumelage de Valréas a la charge de gérer et animer ces trois jumelages.

## Urbanisme

### Typologie
Au 1er janvier 2024, Valréas est catégorisée centre urbain intermédiaire, selon la nouvelle grille communale de densité à sept niveaux définie par l'Insee en 2022.
Elle appartient à l'unité urbaine de Valréas, une unité urbaine monocommunale constituant une ville isolée,. Par ailleurs la commune fait partie de l'aire d'attraction de Valréas, dont elle est la commune-centre,. Cette aire, qui regroupe 12 communes, est catégorisée dans les aires de moins de 50 000 habitants,.

### Occupation des sols
L'occupation des sols de la commune, telle qu'elle ressort de la base de données européenne d’occupation biophysique des sols Corine Land Cover (CLC), est marquée par l'importance des territoires agricoles (76,1 % en 2018), en diminution par rapport à 1990 (78,8 %). La répartition détaillée en 2018 est la suivante : 
cultures permanentes (62,5 %), forêts (16,1 %), zones agricoles hétérogènes (11,9 %), zones urbanisées (7 %), terres arables (1,6 %), zones industrielles ou commerciales et réseaux de communication (0,6 %), milieux à végétation arbustive et/ou herbacée (0,2 %). L'évolution de l’occupation des sols de la commune et de ses infrastructures peut être observée sur les différentes représentations cartographiques du territoire : la carte de Cassini (XVIIIe siècle), la carte d'état-major (1820-1866) et les cartes ou photos aériennes de l'IGN pour la période actuelle (1950 à aujourd'hui).

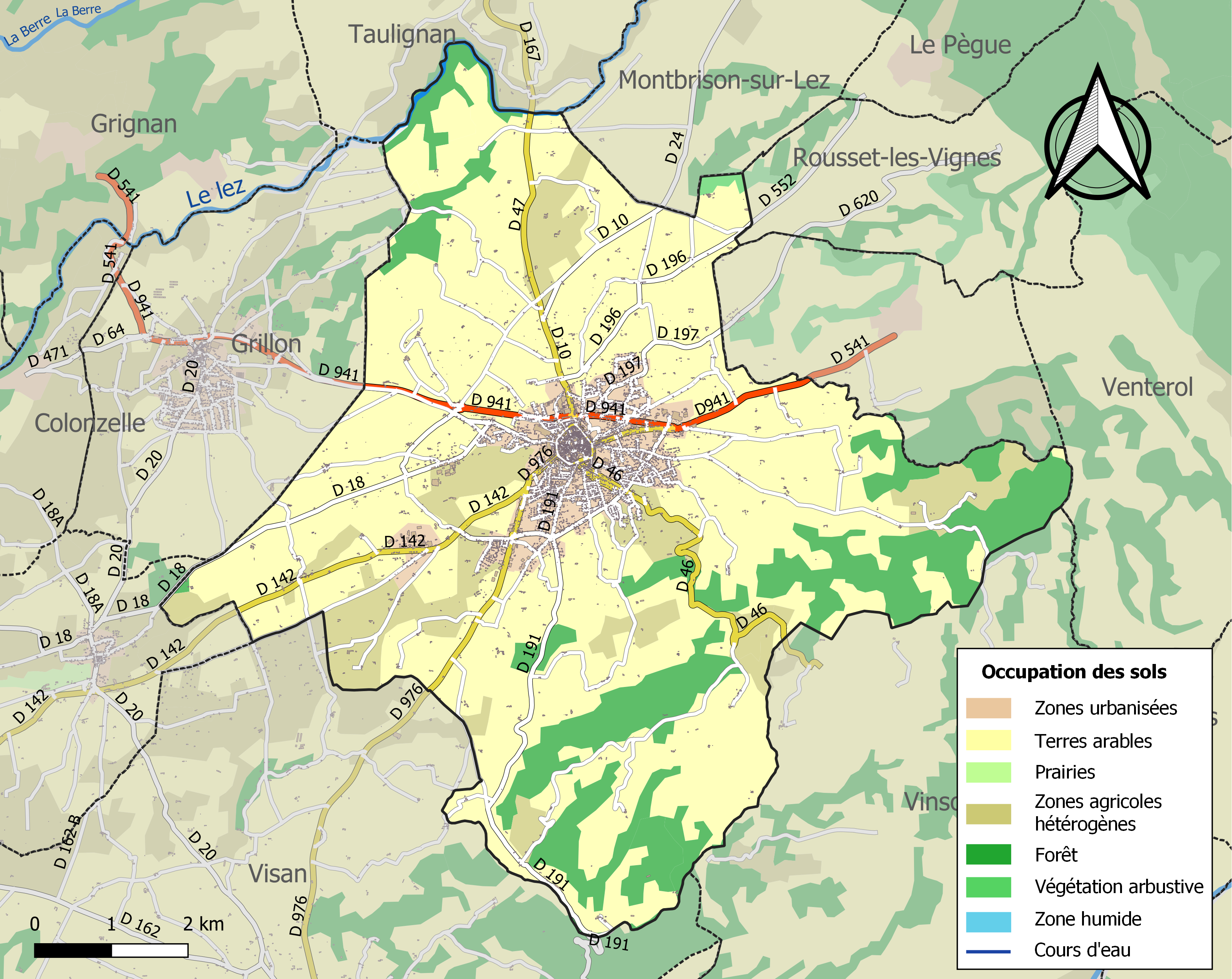
Carte des infrastructures et de l'occupation des sols de la commune en 2018 (CLC).

## Démographie
L'évolution du nombre d'habitants est connue à travers les recensements de la population effectués dans la commune depuis 1793. Pour les communes de moins de 10 000 habitants, une enquête de recensement portant sur toute la population est réalisée tous les cinq ans, les populations de référence des années intermédiaires étant quant à elles estimées par interpolation ou extrapolation. Pour la commune, le premier recensement exhaustif entrant dans le cadre du nouveau dispositif a été réalisé en 2007.

En 2022, la commune comptait 9 285 habitants, en évolution de −1,82 % par rapport à 2016 (Vaucluse : +1,73 %, France hors Mayotte : +2,11 %).
| 1793  | 1800  | 1806  | 1821  | 1831  | 1836  | 1841  | 1846  | 1851  |
| ----- | ----- | ----- | ----- | ----- | ----- | ----- | ----- | ----- |
| 3 640 | 3 327 | 3 615 | 3 635 | 4 348 | 4 277 | 4 569 | 4 690 | 4 713 |

| 1856  | 1861  | 1866  | 1872  | 1876  | 1881  | 1886  | 1891  | 1896  |
| ----- | ----- | ----- | ----- | ----- | ----- | ----- | ----- | ----- |
| 4 864 | 4 901 | 4 722 | 4 675 | 4 705 | 4 808 | 4 891 | 5 032 | 5 429 |

| 1901  | 1906  | 1911  | 1921  | 1926  | 1931  | 1936  | 1946  | 1954  |
| ----- | ----- | ----- | ----- | ----- | ----- | ----- | ----- | ----- |
| 5 408 | 5 535 | 5 416 | 4 808 | 4 737 | 4 837 | 4 765 | 5 169 | 5 629 |

| 1962  | 1968  | 1975  | 1982  | 1990  | 1999  | 2006  | 2007  | 2012  |
| ----- | ----- | ----- | ----- | ----- | ----- | ----- | ----- | ----- |
| 6 559 | 7 886 | 8 458 | 8 721 | 9 069 | 9 425 | 9 732 | 9 771 | 9 545 |

| 2017  | 2022  | - | - | - | - | - | - | - |
| ----- | ----- | - | - | - | - | - | - | - |
| 9 422 | 9 285 | - | - | - | - | - | - | - |

## Économie

### Industrie
Premier centre français de l'industrie du cartonnage, celle-ci a longtemps été la principale source d'emploi de Valréas et des communes alentour.

Usines de cartonnage à Valréas au début du XXe siècle
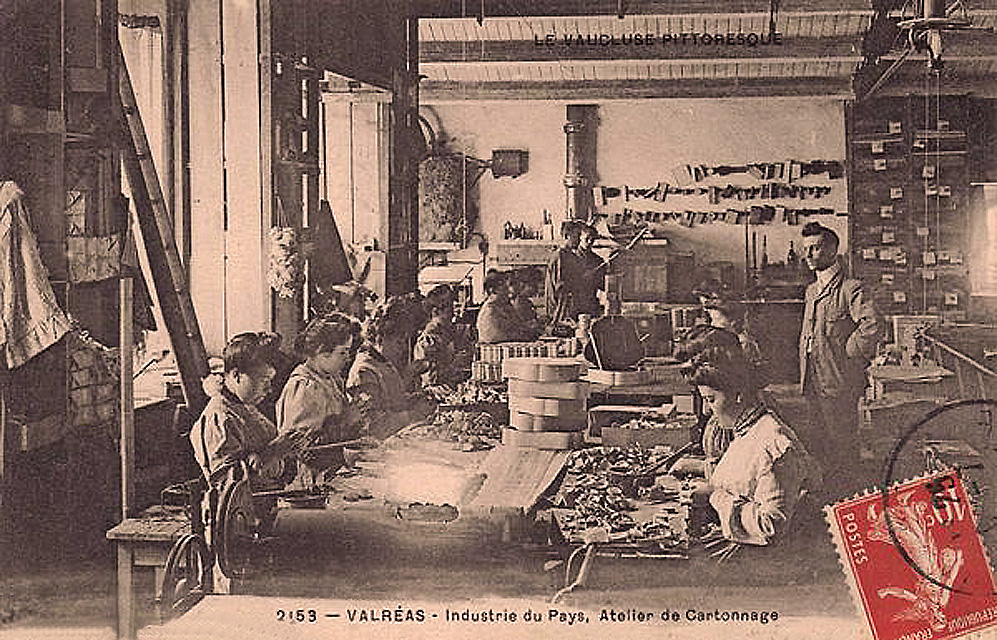
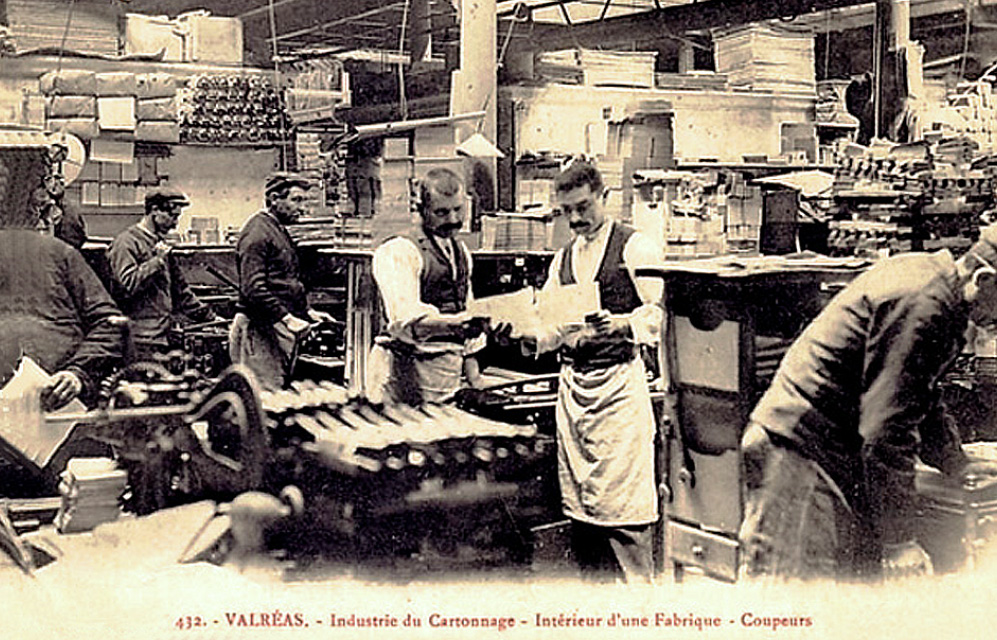
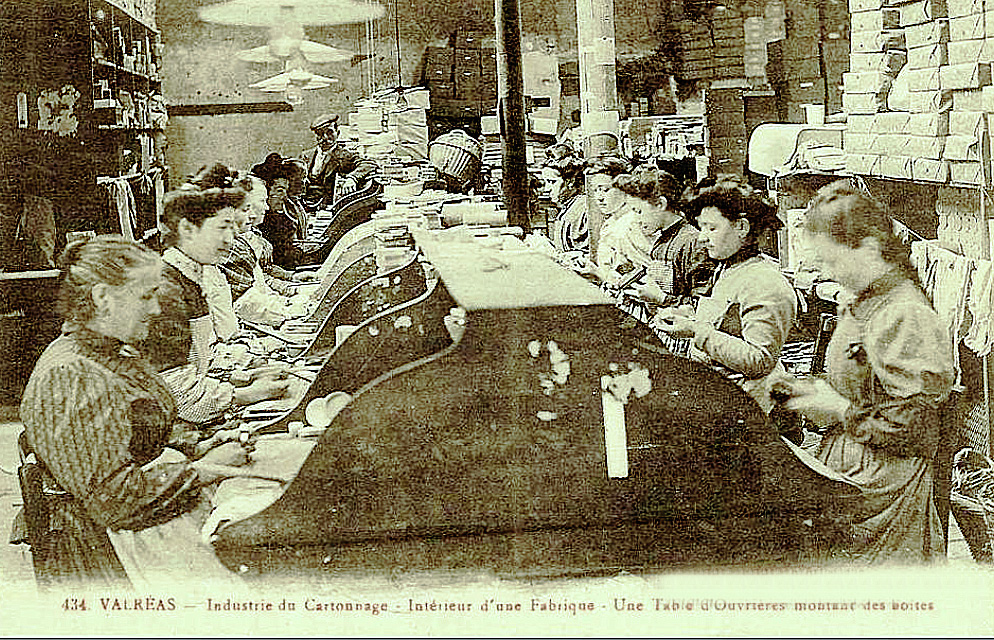
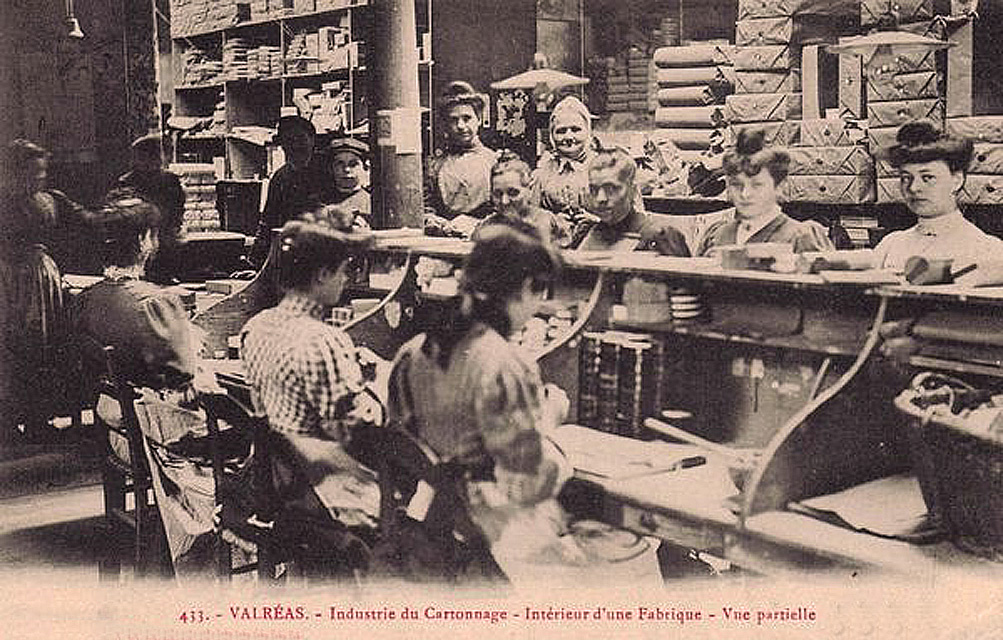

Apparu à Valréas dès les débuts de l'ère industrielle au XIXe siècle, le cartonnage n'a cessé de se développer au XXe siècle jusque dans les années 1990.
Au début du XIXe siècle, les magnaneries étaient nombreuses dans la région. Les magnaniers pratiquaient la sériciculture et éduquaient les vers à soie (Bombyx du mûrier) en provenance d'Asie. La famille Meynard et d'autres magnaniers se plaignirent de l'état détérioré dans lequel leur parvenaient les œufs du bombyx après ce long voyage. C'est alors que Ferdinand Revoul qui, selon la « légende locale », était un ami du sériciculteur Meynard, fabriqua une boîte en carton percée de petits trous et rigide, garantissant à la fois la ventilation et la protection de « la graine », c'est ainsi qu'on appelait les œufs de papillon. C'est la naissance de la boîte à courants d'air. Dès l'année 1840, sa légende est faite. Le nom de Meynard retentissait partout dans la région valréassienne et résonne encore aujourd'hui, placé au rang des grands inventeurs de Valréas.
La culture du mûrier et l'élevage du ver à soie existaient à Valréas depuis le XVIe siècle et c'est de cette conjoncture - mûrier, ver à soie et boîte à courants d'air - que naît le cartonnage.
Sur le déclin, cette activité reste présente sur la commune même si elle est moins active que par le passé.

### Tourisme
Pour son hébergement touristique, la ville dispose d'hôtels, de gîtes, de chambres d'hôtes et d'un camping.
La ville dispose également de nombreux restaurants de spécialités variées (provençale, italienne, vietnamienne...).

### Agriculture
La viticulture est la première activité agricole de la commune et de la région.
De tradition viticole remontant au Moyen Âge, la commune est située au sein de plusieurs appellations d'origine contrôlée (A.O.C) : côtes-du-rhône, côtes-du-rhône villages et coteaux du Tricastin.
La cave coopérative de la Gaillarde est la principale cave viticole de la commune, mais on compte pas moins d'une vingtaine de vignerons qui possèdent leur propre caveau. Les vins qui ne sont pas en appellation d'origine contrôlée peuvent revendiquer, après agrément le label vin de pays de la Principauté d'Orange.
Autre activité agricole importante, la culture et la distillerie du lavandin qui représente pas moins de 500 hectares de cultures à l'échelle de l'enclave des Papes.
Le terroir riche et varié de la commune permet également la présence de multiples autres cultures : l'huile d'olive et l'olive noire de Nyons (AOC), l'élevage d'agneau, la production fromagère avec le Picodon (AOC), la culture du blé dur, la production fruitière (abricot, melon, cerise) et légumière (asperge).

### Marchés
Le grand marché de Valréas se tient tous les mercredis en matinée. Les 80 étals se trouvent dans la partie est du centre-ville et sur le sud boulevard circulaire. Ils proposent fruits et légumes, viande de boucherie, charcuterie, produits locaux et du terroir, vêtements, ustensiles divers, meubles, jouets, fleurs et plantes. Le nombre d'étals et les produits alimentaires varient en fonction des saisons.

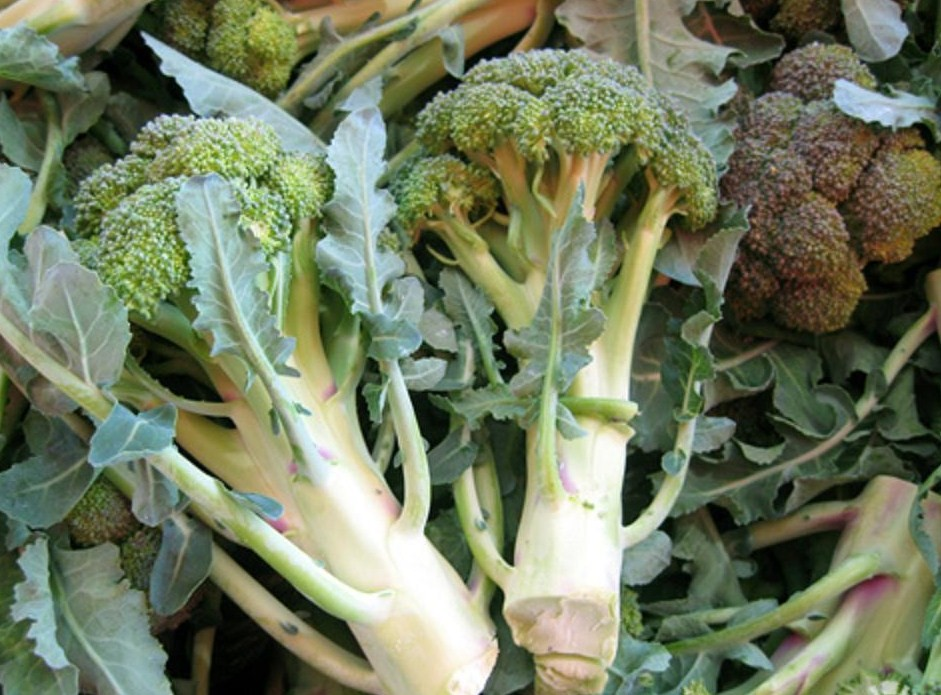
Brocolis.
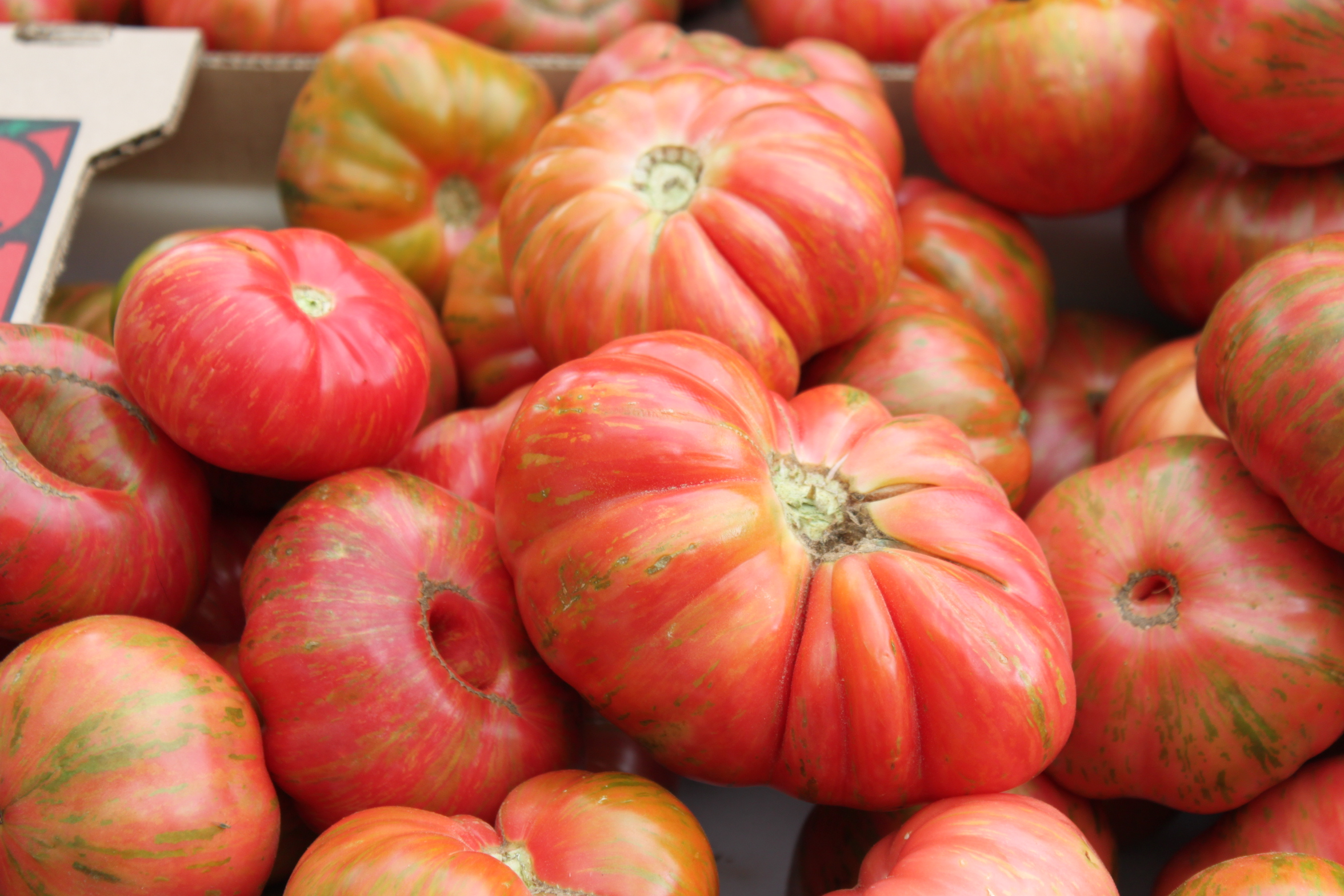
Tomates cœur de bœuf.
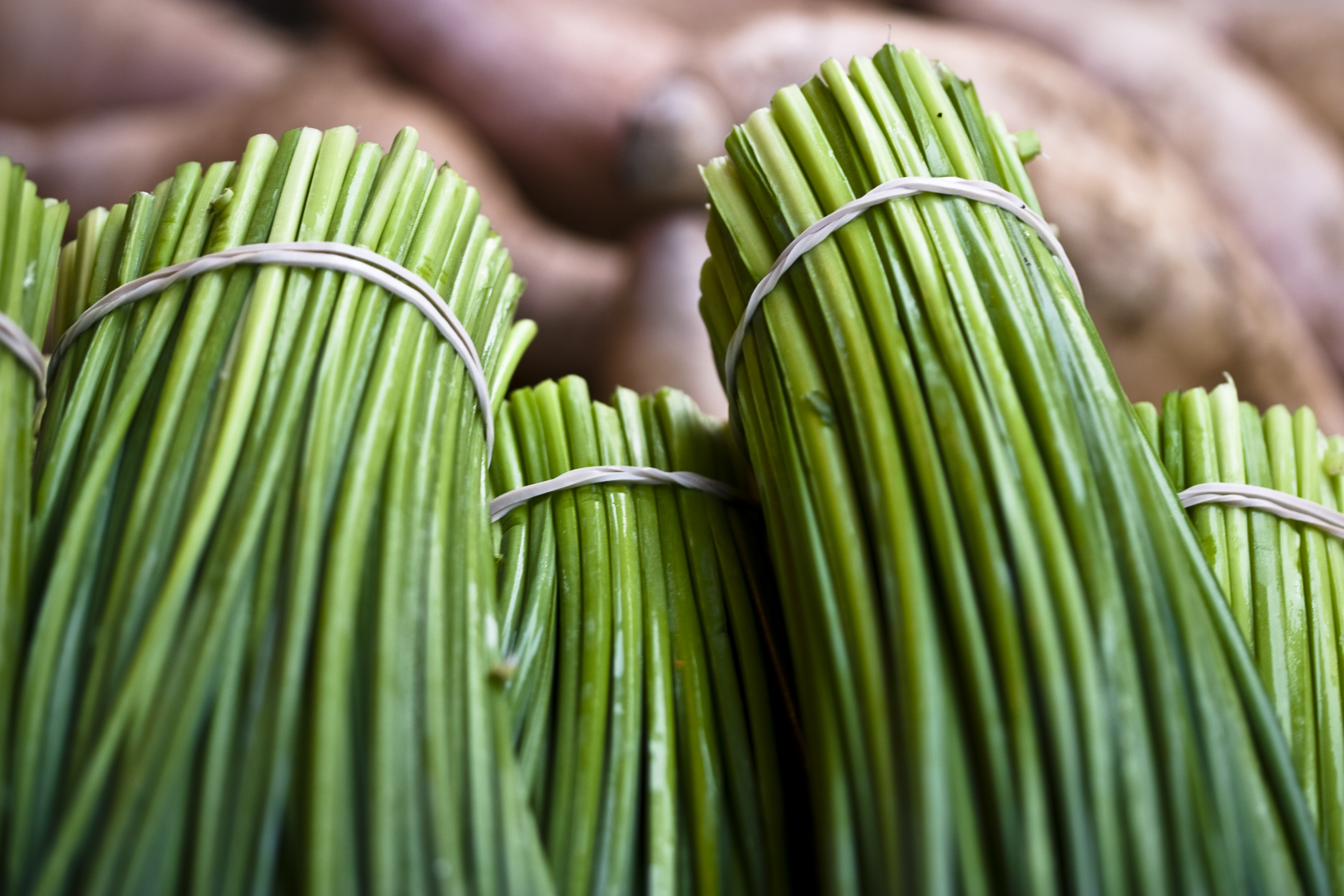
Ciboulette.
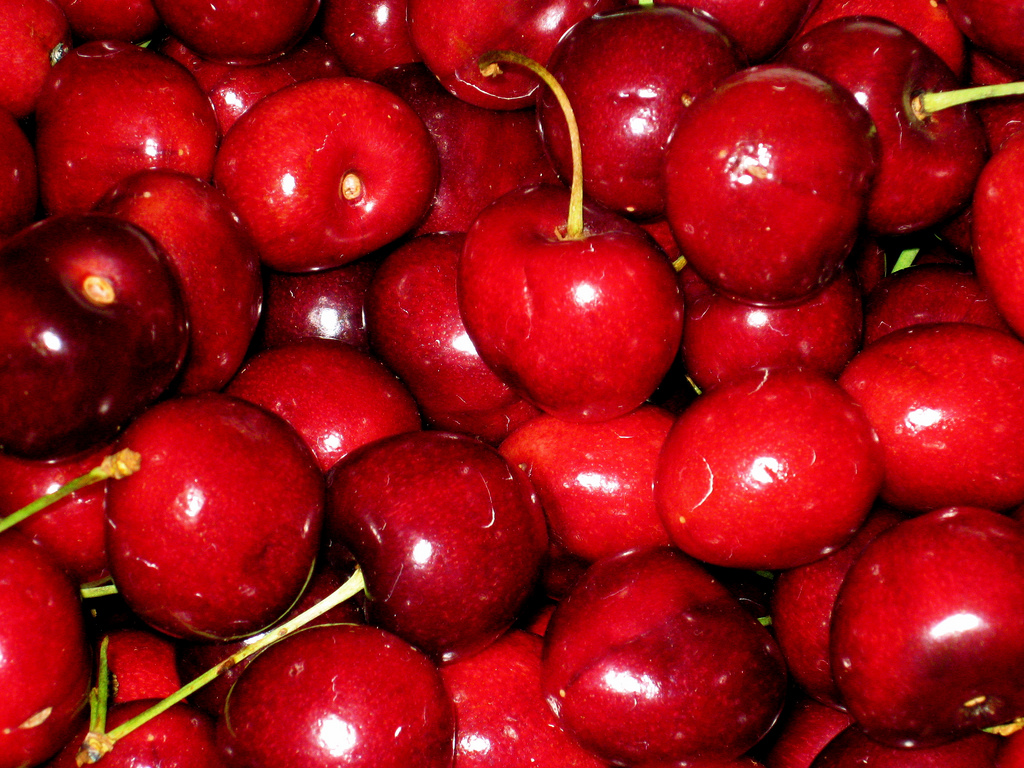
Cerises.

Il est couplé avec le petit marché du samedi qui se tient aussi le matin. Il ne comprend que 10 étals installés sur le cours Jean Jaurès, au sud-ouest du tour de ville. Ce marché propose fruits, légumes, fleurs et plantes.

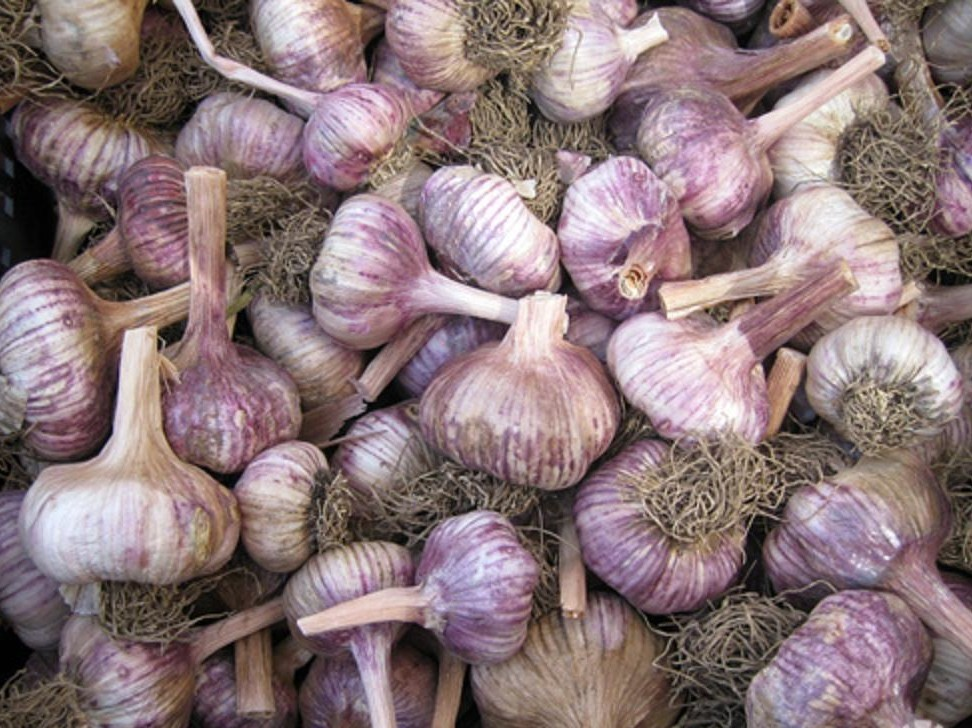
Ail violet.
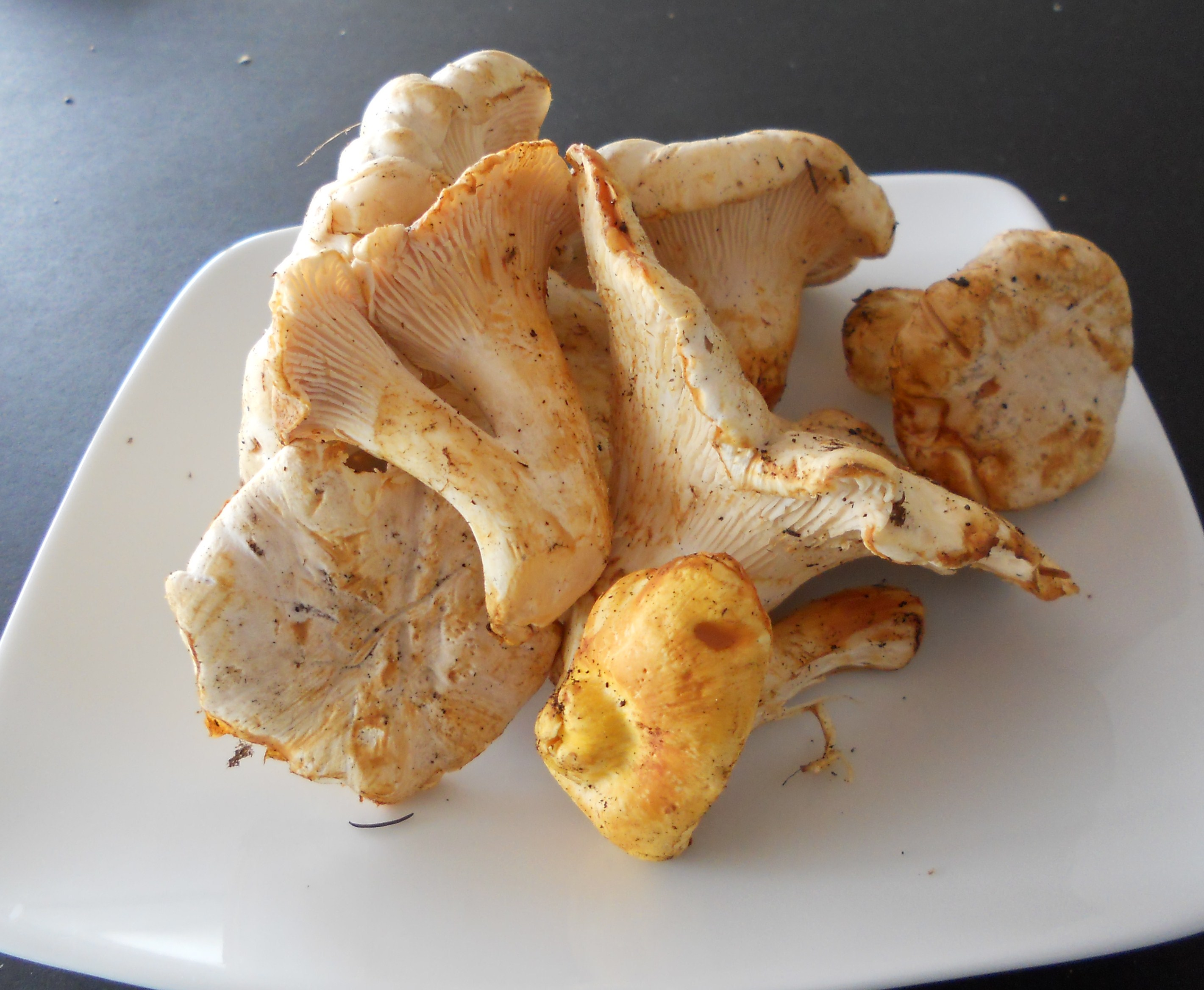
Chanterelles.
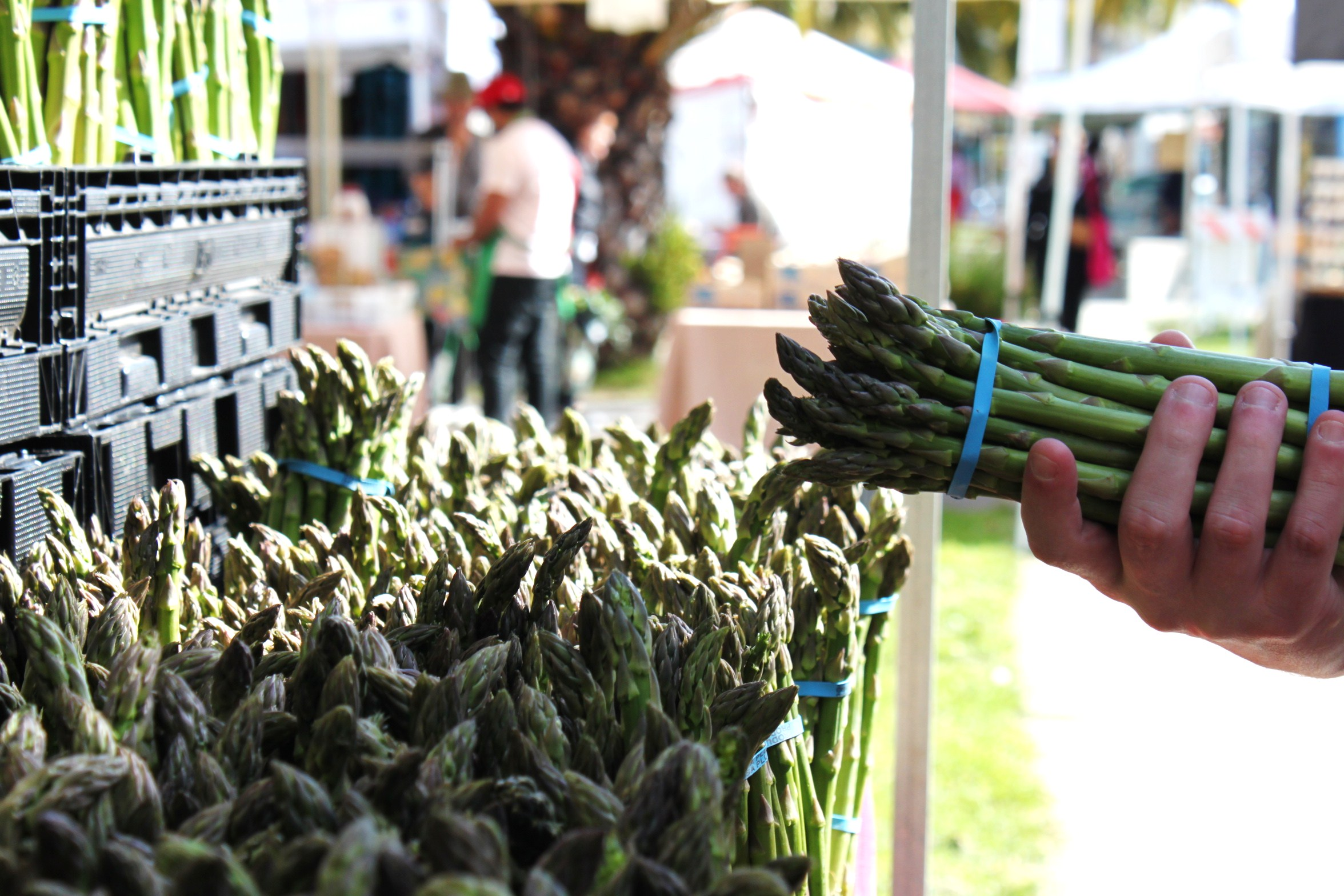
Asperges.
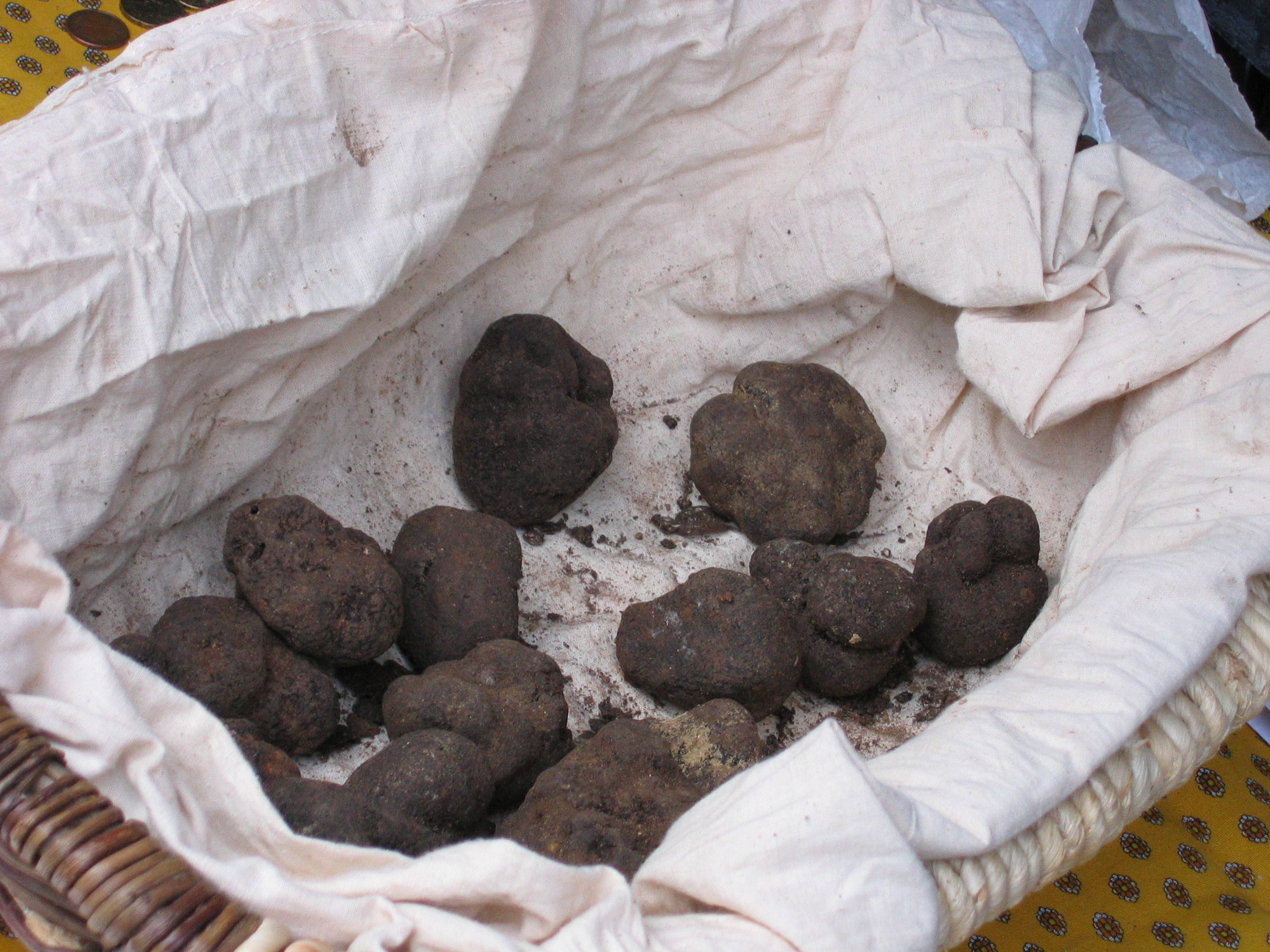
Truffes noires.

Le marché aux truffes qui a lieu le mercredi matin est le troisième du département de Vaucluse en termes de quantité, derrière les marchés de Richerenches, le plus important d'Europe, et celui de Carpentras, qui fixe les cours au niveau national. Du début novembre à la fin mars, les dix exposants qui proposent leurs truffes se retrouvent cours Jean-Jaurès, au rond-point du Monument-aux-Morts.

## Culture et patrimoine

### Culture
L'on trouve en centre ville un cinéma avec deux salles, un théâtre, un musée (musée du cartonnage et de l'imprimerie). Animations estivales (fêtes costumées de la Nuit du Petit Saint-Jean, corso de la Lavande, etc.).
Lors des journées du patrimoine, plusieurs monuments sont à visiter.

### Patrimoine civil
- Hôtel de Simiane (XVIe siècle, Renaissance), actuel hôtel de ville. La partie du château construite sur la place Aristide-Briand a été construite à partir de 1639 pour Louis II de Simiane (mort en 1654)[54], seigneur de Truchenu, Sèderon, Chalançon, marquis d'Esparron en 1651, par le maître maçon de Cavaillon, Bernard Moureau, sur les plans de l'architecte avignonnais François de Royers de La Valfenière (1575-1667). Le décor d'une des salles célèbre son mariage avec Louise de Montaynard le 23 octobre 1620.

Son petit-fils, Louis III de Simiane (mort le 3 février 1718), seigneur de Truchenu, Chalançon, marquis d'Esparron, dit le marquis de Simiane, qui avait épousé le 29 novembre 1695 Pauline de Grignan, petite-fille de la marquise de Sévigné, y naquit. Il a été lieutenant-général du gouvernement de Provence en 1715.
- Tour Ripert (XIIe siècle), trône au sommet de la colline, au cœur du centre historique[55].
- Hôtels particuliers des XVIe, XVIIe et XVIIIe siècles, dont l'Hôtel d'Inguimbert.
- Tour et Couvent des Cordeliers[56],[57].
- La tour de Tivoli reste le seul vestige de l'enceinte primitive, remplacée aujourd'hui par une ceinture de boulevards[58].
- Le Mur des fusillés, inscrit au titre des monuments historiques depuis 1981.
- Le Café de la Paix de Valréas, inscrit au titre des monuments historiques depuis 1986.
- Les Bornes papales.
- Lavoir et fontaine[59].
- Monument aux morts[60].

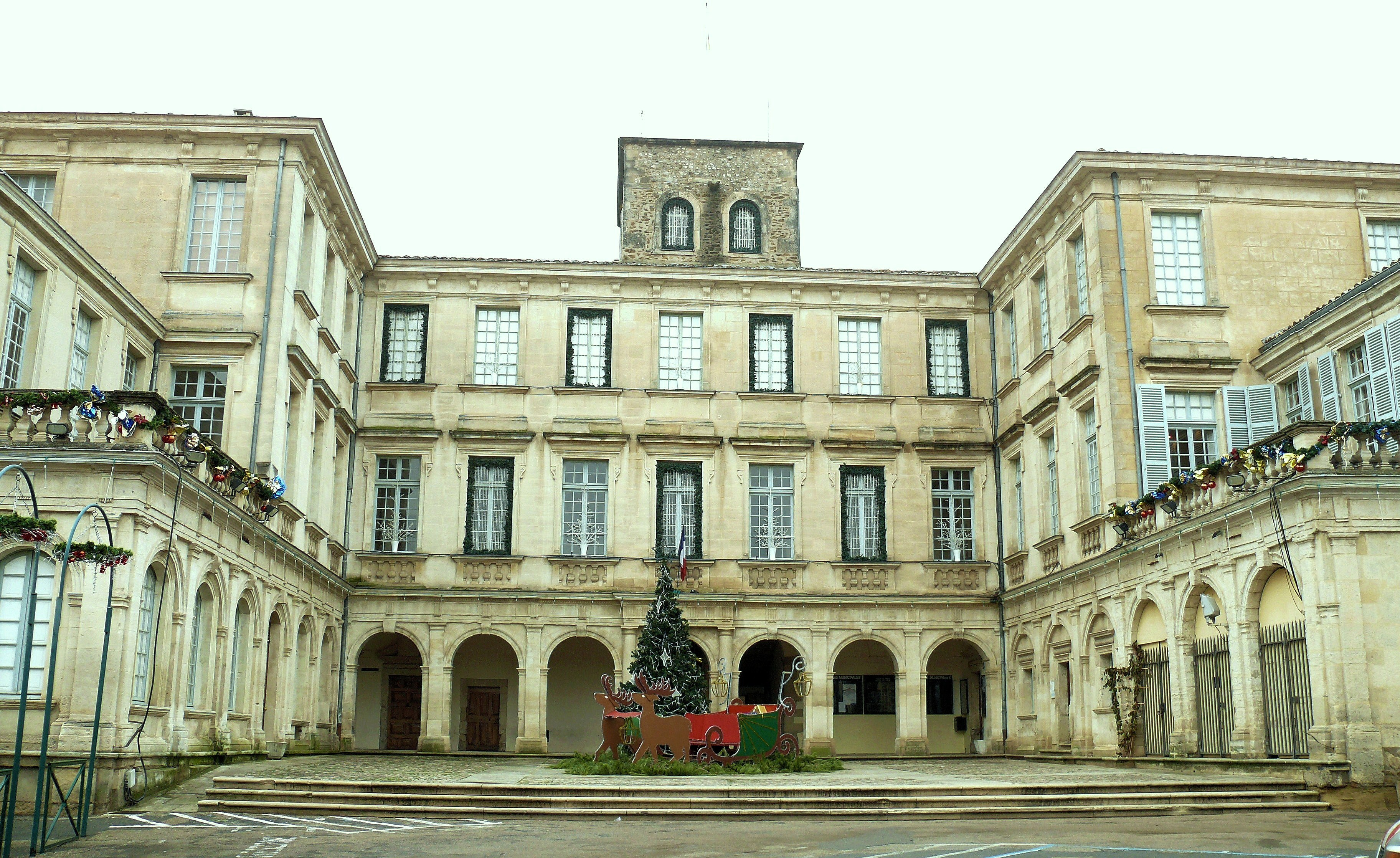
Château de Simiane - Façade sur la place Aristide-Briand.
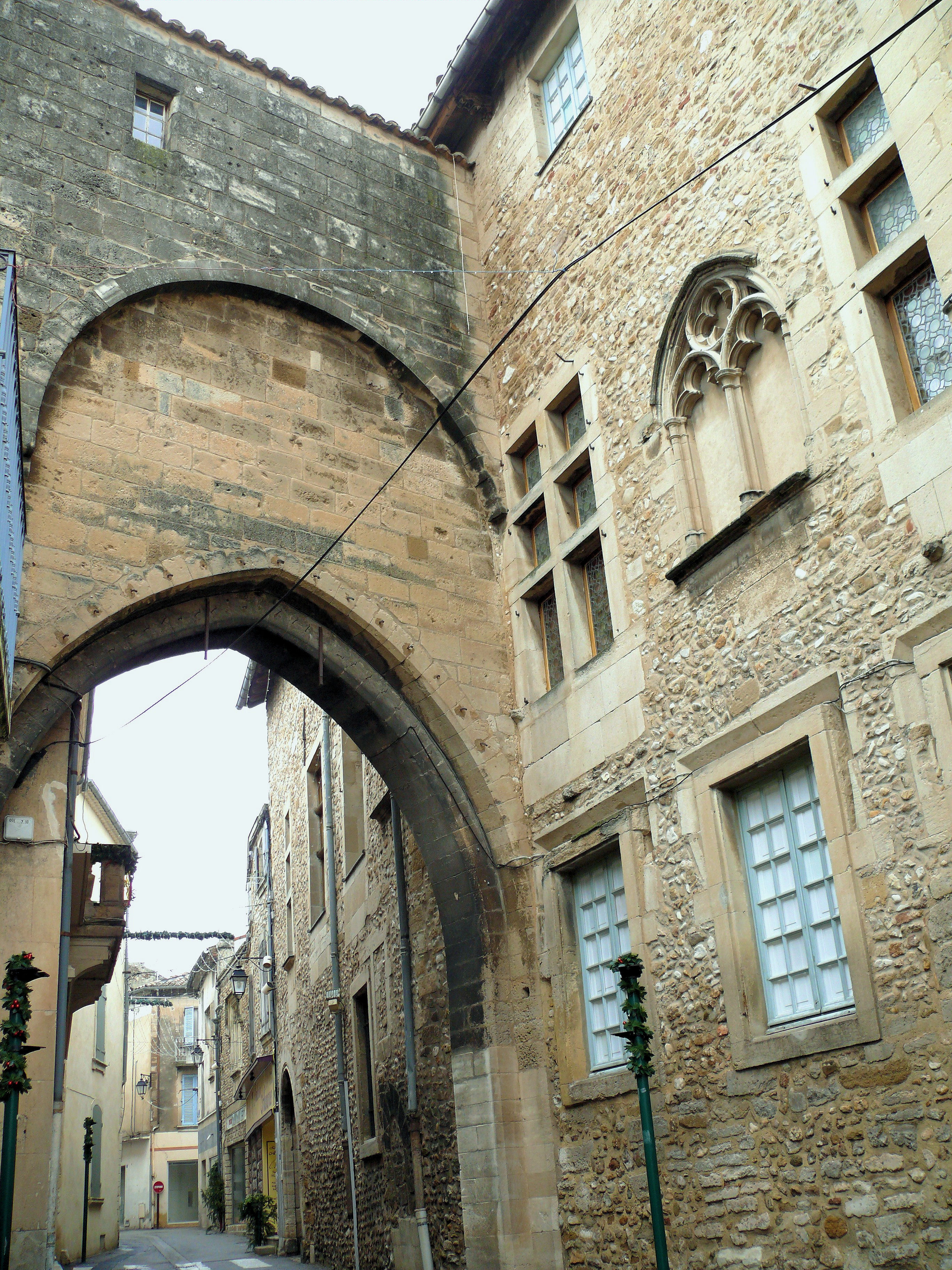
Vestiges du château de Simiane[61].
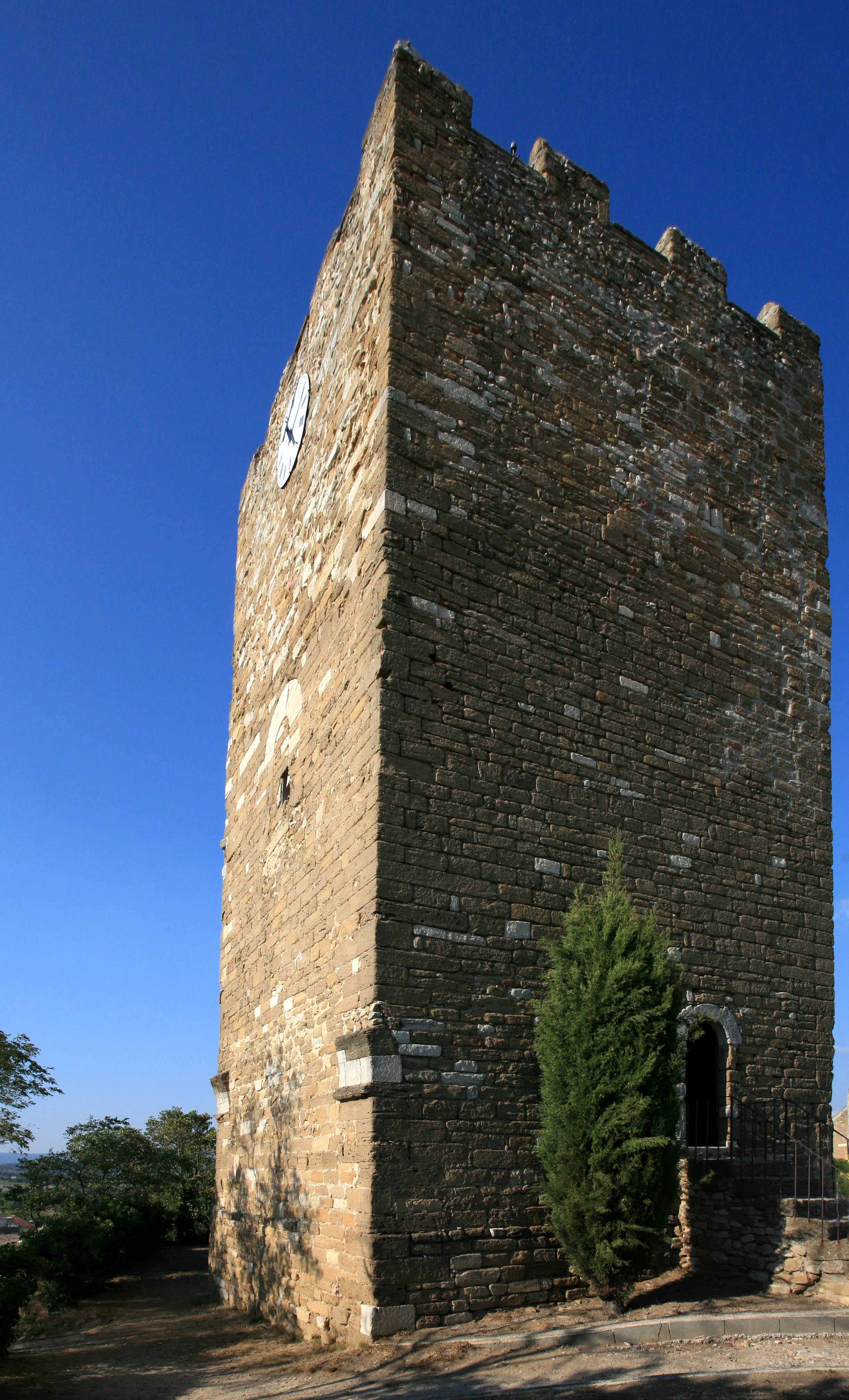
La tour Ripert.
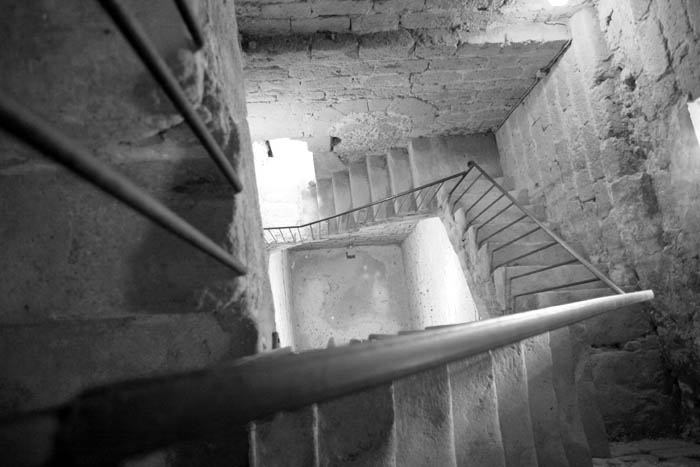
L'intérieur de la tour Ripert.

### Patrimoine religieux
- Église Notre-Dame-de-Nazareth (style roman provençal, XIIe siècle) classée monuments historiques[62],[63].

Cette église comprend des orgues classés monuments historiques.
Le chemin de croix a été réalisé par le peintre Jean-Louis Ploix.
- L'ancienne synagogue du XVIe siècle, implantée au cœur de l'enclave des papes à Valréas, a été aménagée en restaurant « Au Délice de Provence »[65].
- Chapelles des pénitents blancs (XVIe siècle) et des pénitents noirs (XVIIe siècle).
- Couvent des Cordeliers[66],[67].

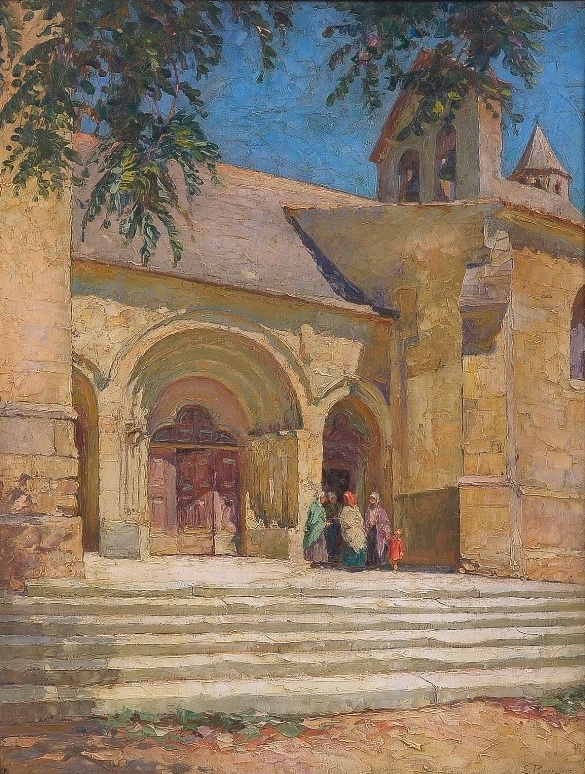
Église de Valréas par Émile Beaussier.
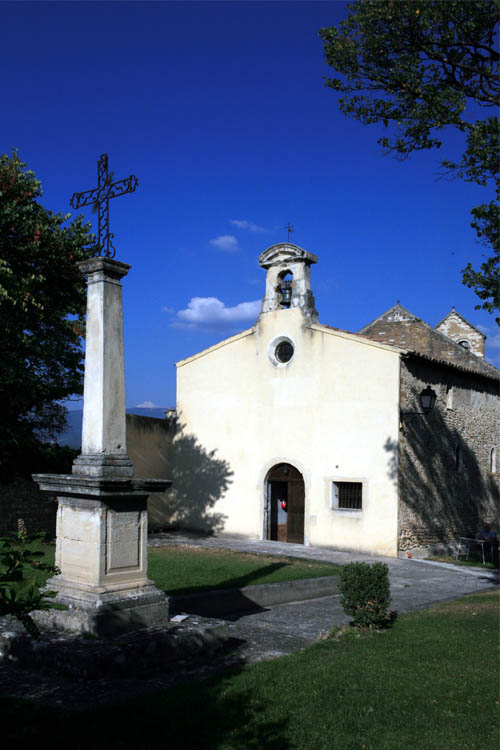
La chapelle des Pénitents Blancs.
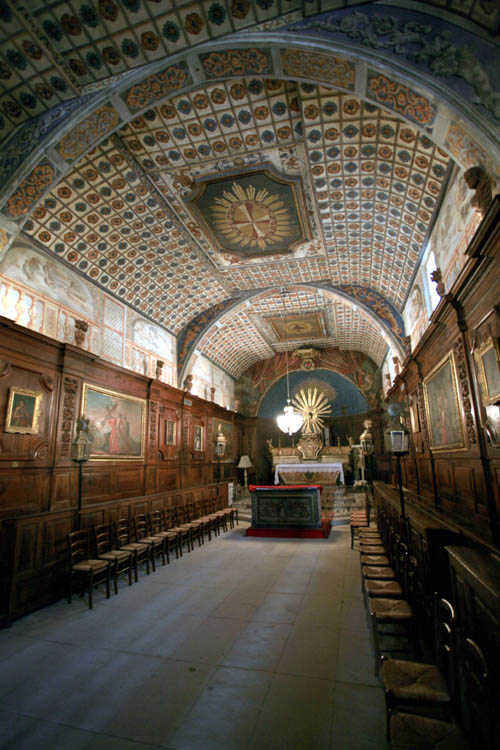
L'intérieur de la chapelle.

### Musées
- Musée du cartonnage et de l'imprimerie : Musée du cartonnage et de l'imprimerie, 3, avenue Maréchal-Foch[68].

## Vie locale

### Enseignement
Établissements d'enseignements :
- École Jules-Ferry
- École Marcel-Pagnol
- École Saint-Jean le Baptiste (enseignement catholique sous contrat)
- École Calandreta (école en occitan - ouverture en septembre 2020)[70],[71]
- Collège Vallis Aeria
- Collège Saint-Jean le Baptiste (enseignement catholique sous contrat)
- Lycée général Saint-Jean le Baptiste (enseignement catholique sous contrat)
- Lycée professionnel européen Ferdinand-Revoul
- Lycée professionnel Saint-Jean le Baptiste (enseignement catholique sous contrat)

### Sports
Le territoire de la commune possède diverses installations sportives (gymnase du Vignarès, gymnase du groupe scolaire Marcel-Pagnol, stade et gymnase du lycée Revoul, Parc des sports - stade Albert-Adrien, stade de moto-ball des Plans, piscine et gymnase municipaux, boulodrome couvert, tennis, etc.) ainsi que des sentiers balisés de randonnée (dont le passage du chemin de grande randonnée (GR) 9 et le circuit des Bornes Papales).
Le 26 juillet 1998 a eu lieu le départ de la 14e étape du Tour de France 1998 reliant Valréas à Grenoble et 20 juillet 2004 Valréas est la ville départ de la 15e étape la reliant à Villard-de-Lans lors du Tour de France 2004.
Le 8 septembre 2020, Valréas est ville étape de la sixième étape du Tour cycliste féminin international de l'Ardèche 2020.
Le 29 juin 2025, l'équipe fanion de l'US Valréas Rugby est sacrée championne de France de rugby à XV de Régionale 1 contre Saint-Céré Rugby, grâce à une pénalité à la dernière seconde du match.

### Santé
La commune dispose d'un centre hospitalier, de pharmacies et de divers médecins.

### Cultes
- Christianisme : La paroisse catholique de Valréas dépend du diocèse d'Avignon, doyenné de Vaison-la-Romaine - Valréas[73]. Le principal lieu de culte est l'Église Notre-Dame-de-Nazareth de Valréas.
- Église réformée de France : Les membres de disposent d'un temple en activité, le Temple protestant de l'Église Unie Valréas, rue du Temple[74],[75].
- Islam : La communauté musulmane bénéficie de la Mosquée de Valréas.

### Écologie et recyclage
La collecte et traitement des déchets des ménages et déchets assimilés et la protection et mise en valeur de l'environnement se font dans le cadre de la communauté de communes de l'Enclave des Papes.

## Personnalités liées à la commune
- Louis d'Arut de Grandpré (1732-?), général des armées de la République, né à Valréas, mort après 1794 à une date inconnue.
- Aissa Belaout, athlète finaliste du 5000 mètres aux jeux olympiques d'Atlanta en 1996, sous les couleurs de l'Algérie, réside à Valréas.
- Jean Besson, né à Valréas le 1er juillet 1948, sénateur de la Drôme (1989-2014), chevalier de la Légion d'honneur.
- Victor Bouffort, ingénieur aéronautique et automobile, mort le 20 novembre 1995 à Valréas.
- Alexia Carr, née à Valréas en 1971, artiste.
- Raphaël Chaume, joueur de rugby à XV, né à Valréas en 1989.
- Maria-Cristina Coste-Rixte (1948-2019), traductrice (anglais, français et occitan), philologue et éditrice, née à Valréas.
- Joseph Augustin Fournier de Loigsonville ou Daultanne (1759-1828), général des armées de la République et de l'Empire (nom gravé sous l'Arc de Triomphe).
- Edmond Juvin, né à Valréas en 1811, compositeur de musique.
- Thierry Mariani (1958-), député européen (2019-), député de Vaucluse (1993-2012), secrétaire d'État puis ministre des Transports (2010-2012) sous le gouvernement Fillon III, maire de Valréas (1989-2005).
- Cardinal Maury (1746-1817), membre de l'Académie française en 1785, député des états généraux de 1789, archevêque de Paris (1810-1814).
- La famille Pagnol est originaire de Valréas.
- Gaëtan Paquiez, footballeur au Grenoble Foot 38, né le 15 février 1994 à Valréas.
- Aurélie Pons (1996-), actrice et mannequin, originaire de Valréas.
- Jacques Rosay, chef pilote d'Airbus, né le 28 mai 1949 à Valréas.
- Pierre Sabatier, né à Valréas (Vaucluse) en 1654 et mort à Amiens en 1733, prélat, évêque d'Amiens.